# Mental Illness
Mental Illness è il nono album in studio della cantautrice statunitense Aimee Mann, pubblicato nel 2017.

## Tracce
1. Goose Snow Cone – 3:35
2. Stuck in the Past – 3:33
3. You Never Loved Me – 3:07
4. Rollercoasters – 3:44
5. Lies of Summer – 2:42
6. Patient Zero – 3:41
7. Good for Me – 4:09
8. Knock It Off – 3:01
9. Philly Sinks – 3:14
10. Simple Fix – 4:12
11. Poor Judge – 3:33